# Michele Bianchi
Michele Bianchi (Belmonte Calabro, 22. srpnja 1883. — Rim, 3. veljače 1930.) bio je talijanski fašistički vođa i vođa sindikata.
Bio je jedan od osnivača Nacionalne fašističke stranke i uz Mussolinija jedan od najvažnijih ideologa fašističkog pokreta, u kojem je predstavljao sindikalno lijevo krilo. Učestvuje u Maršu na Rim, događaju koji je Mussolinija doveo na vlast.
Umro je od posljedica tuberkuloze u Rimu.